# Pustějov

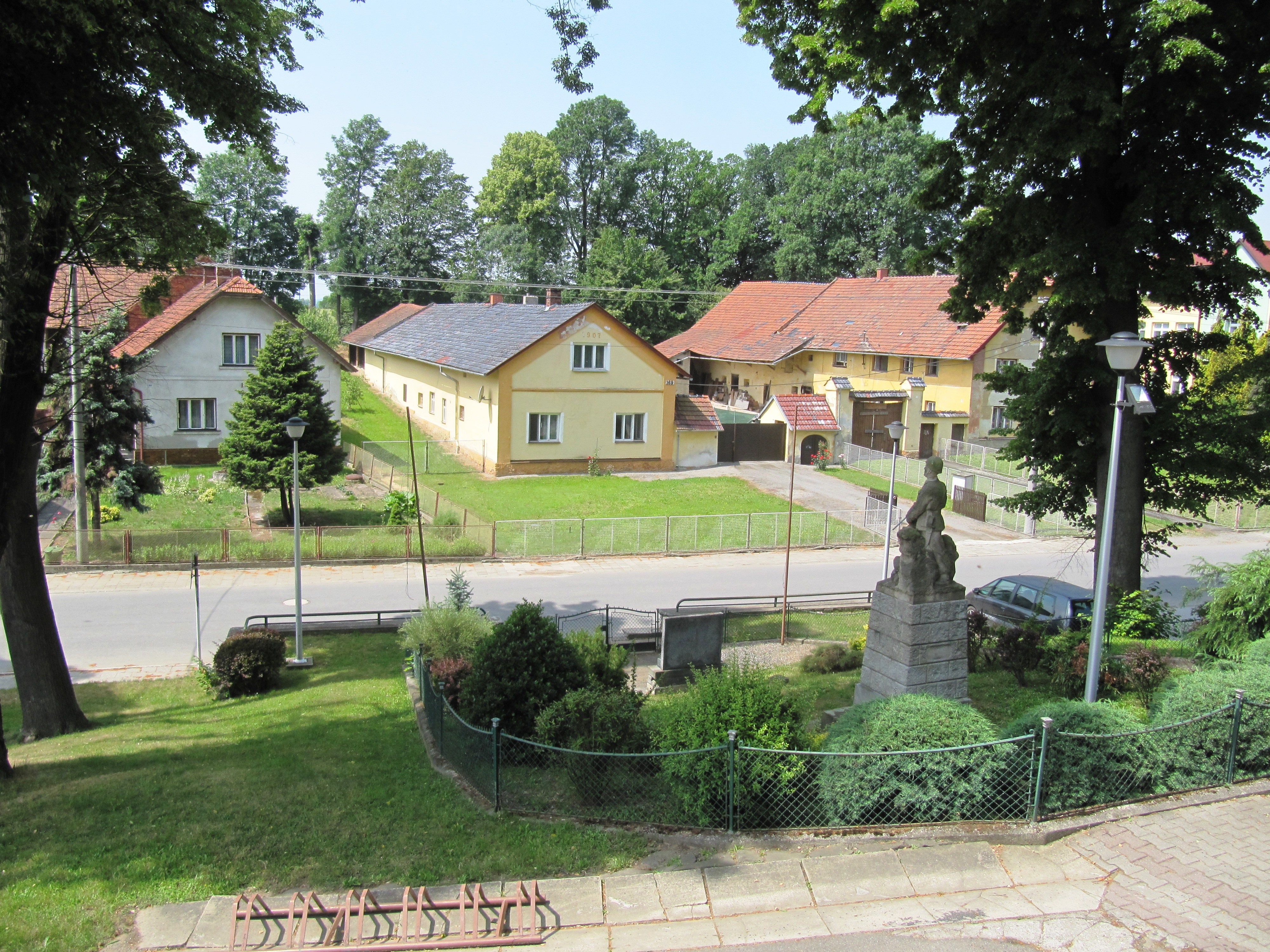
Häuser gegenüber der Kirche

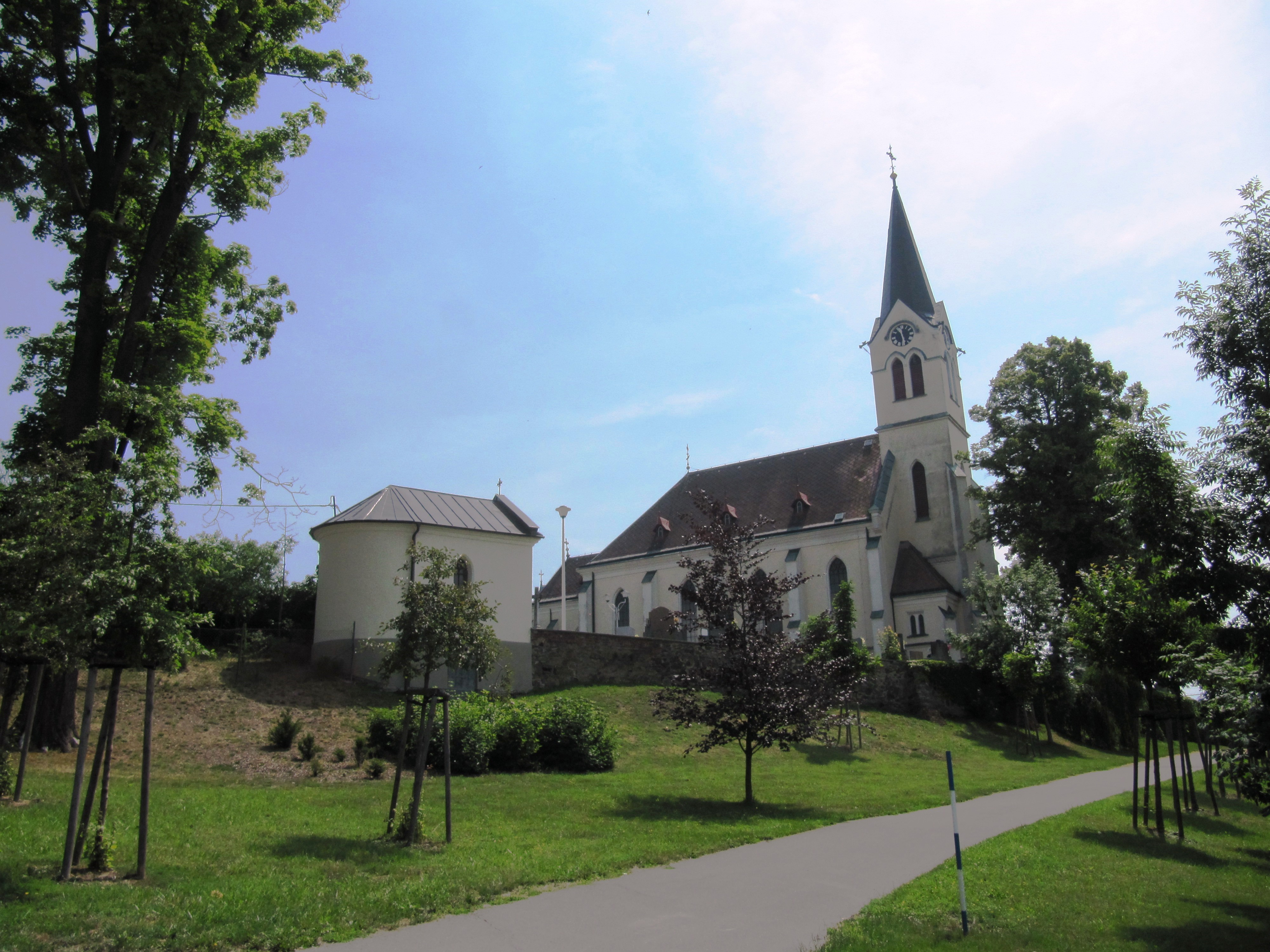
Kirche der hl. Maria Magdalena und Friedhofskapelle

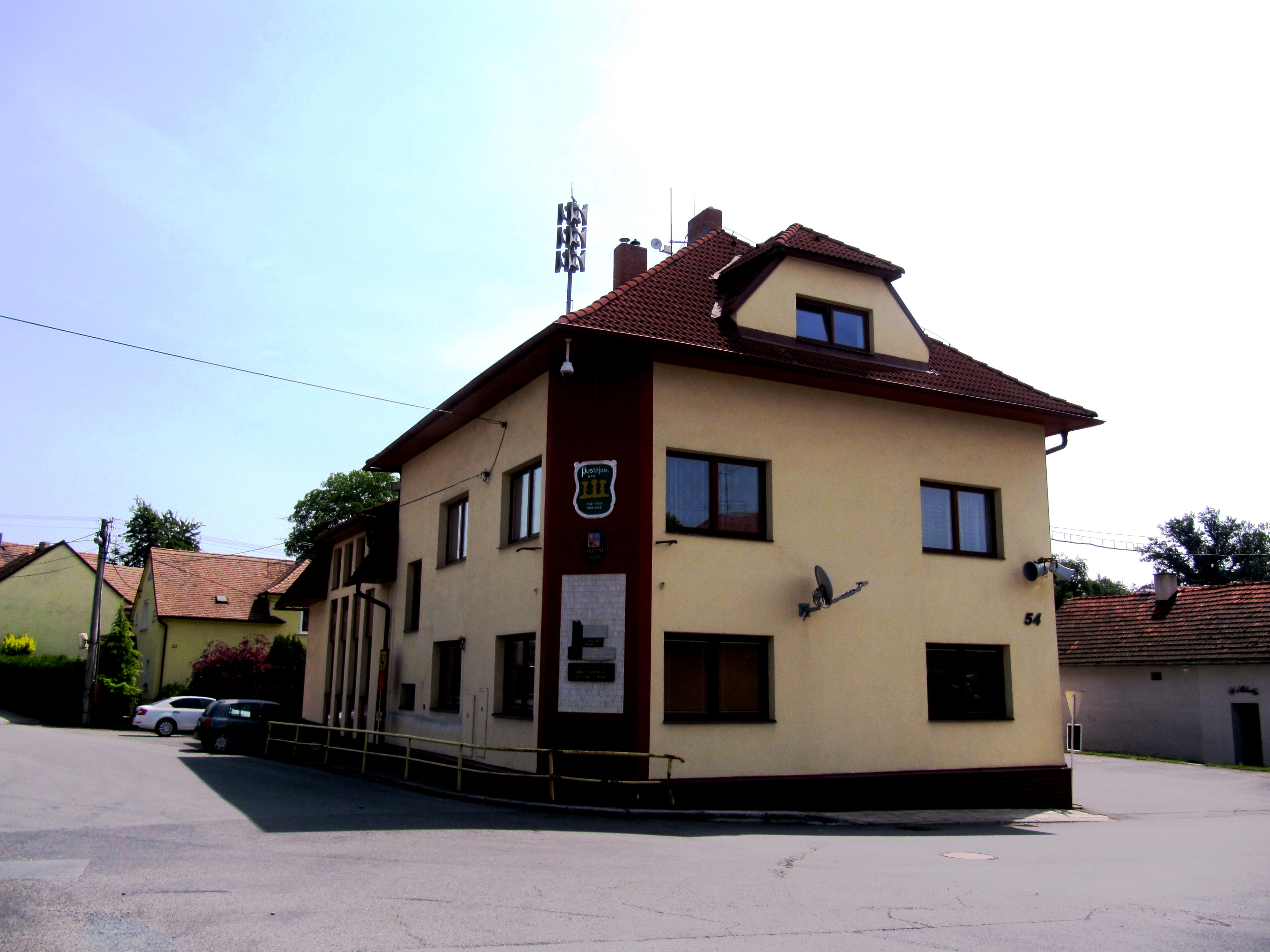
Gemeindeamt

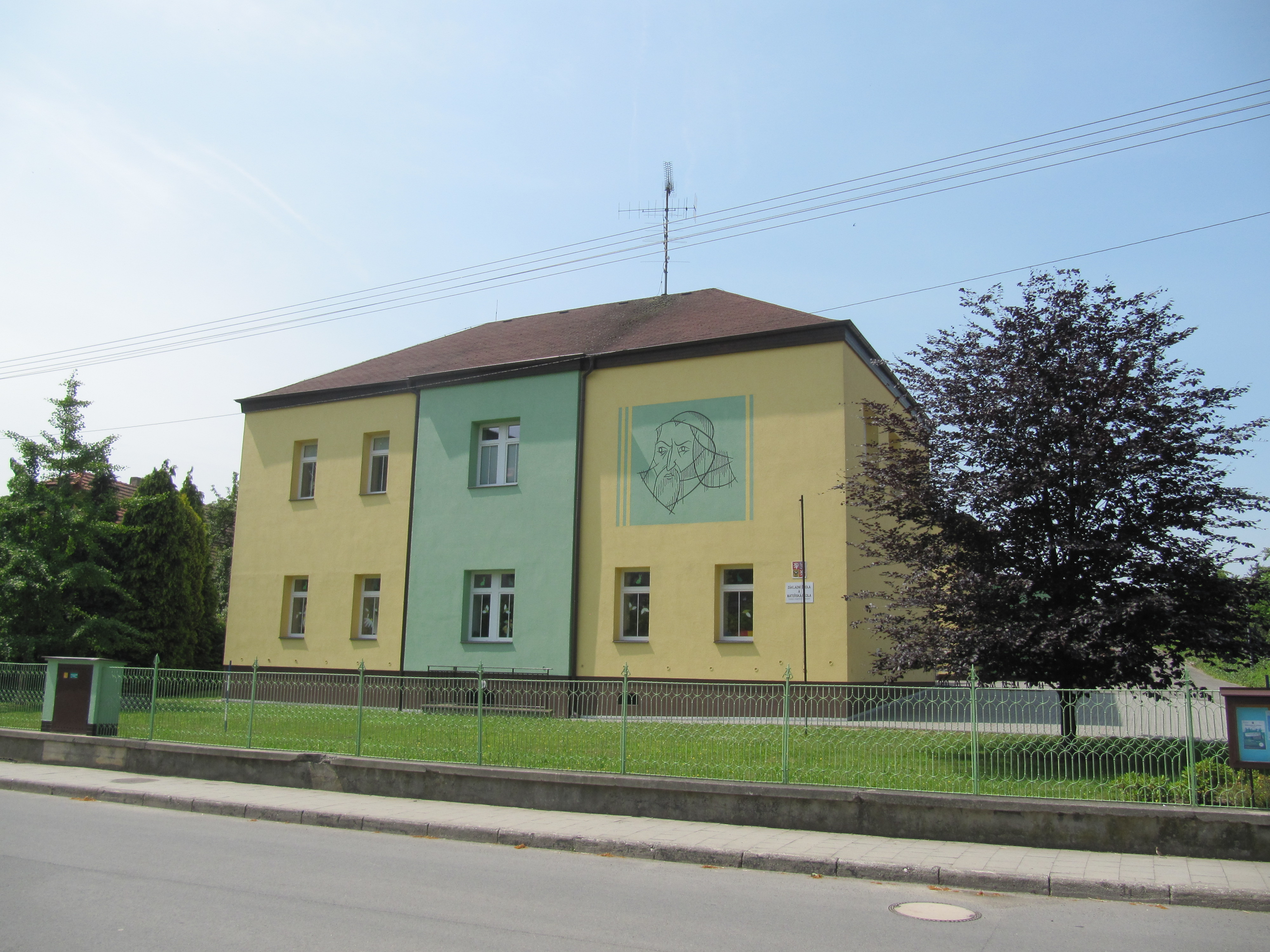
Schule

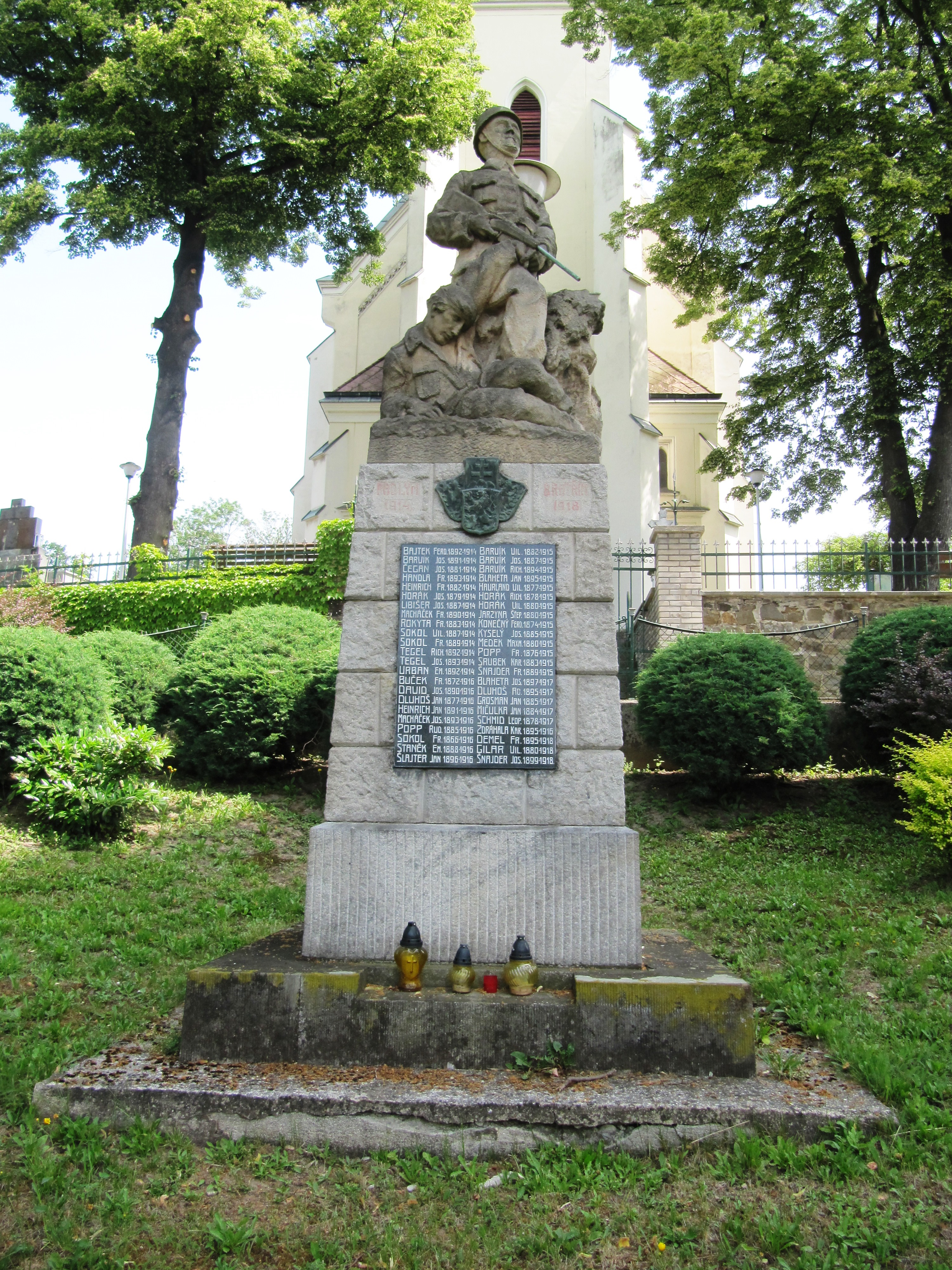
Gedenkstein für die Gefallenen des Ersten Weltkrieges

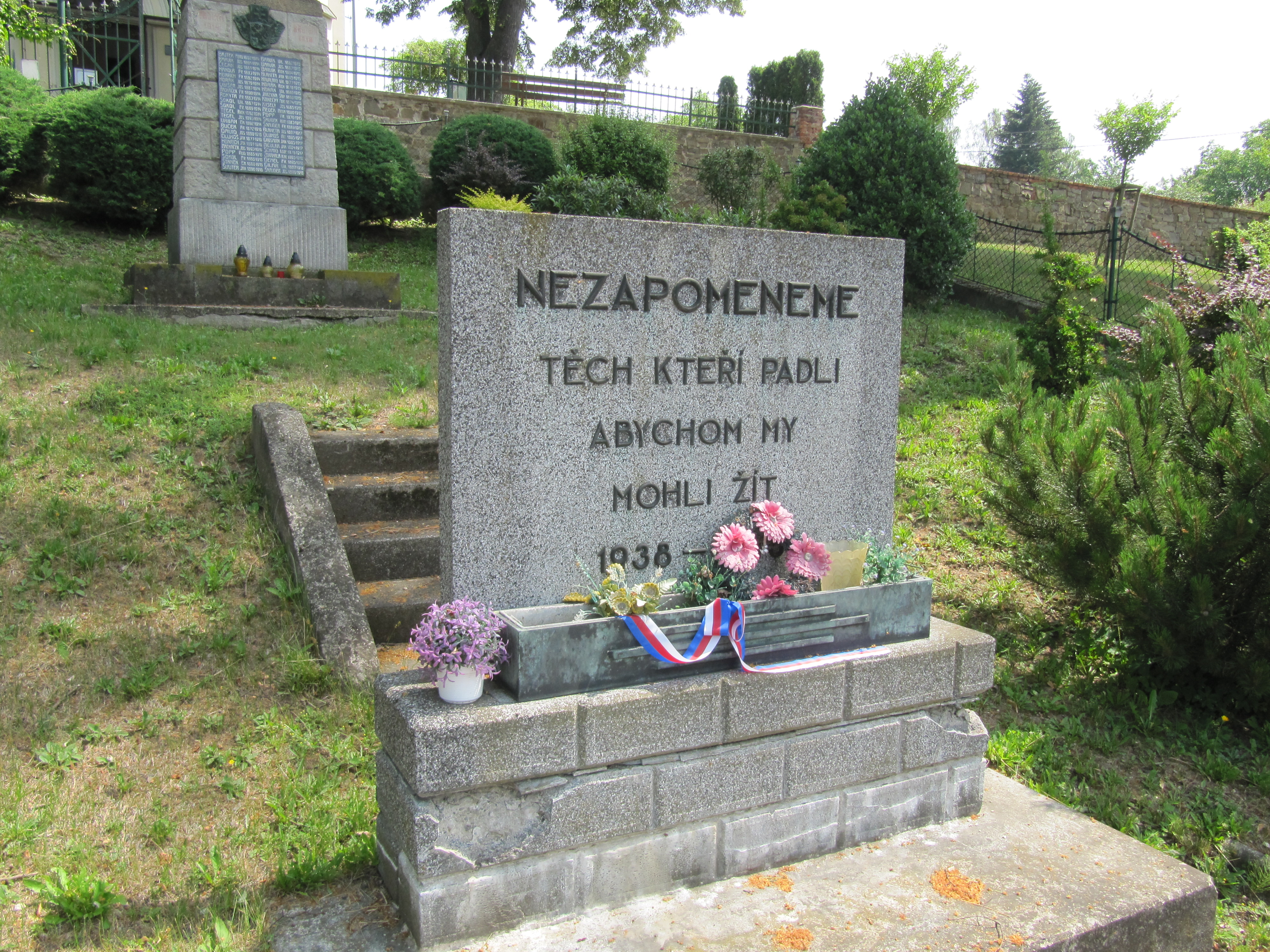
Gedenkstein für die Opfer der NS-Zeit

Pustějov (deutsch Petrowitz) ist eine Gemeinde in Tschechien. Sie liegt sechs Kilometer südwestlich von Studénka und gehört zum Okres Nový Jičín.

## Geographie
Pustějov erstreckt sich entlang eines namenlosen Baches im Kuhländchen. Östlich des Dorfes fließt der Bach Pustějovský potok, südlich mündet der Husí potok in die Oder. Im Norden führt die Dálnice 1 an Pustějov vorbei, am südlichen Ortsrand verläuft die Bahnstrecke Břeclav–Petrovice u Karviné. Das Dorf liegt am Rande des Naturparks Oderberge (Oderské vrchy). Gegen Süden befindet sich innerhalb des Landschaftsschutzgebietes Poodří das Naturreservat Bartošovický luh, südöstlich die Teiche Horní Bartošovický rybník und Dolní Bartošovický rybník.
Nachbarorte sind Dolní Dvůr und Bílov im Norden, Butovice im Nordosten, Albrechtičky und Nová Horka im Osten, Bartošovice im Südosten, Hukovice und Kunín im Süden, Nový Rybník und Hladké Životice im Südwesten sowie Kujavy, Jílovec und Pohořílky im Nordwesten.

## Geschichte
Die Gegend, durch die eine Route der Bernsteinstraße führte, war wahrscheinlich schon während der Eisenzeit besiedelt. In den Jahren 1880 und 1881 wurden in der Nähe des Dorfes eine griechische Bronzemünze aus dem 3. Jahrhundert v. Chr. sowie Bernstein aufgefunden.
Pustějov wurde wahrscheinlich zwischen dem Ende des 12. und der ersten Hälfte des 13. Jahrhunderts im Zuge der slawischen Kolonisation gegründet und wurde zum Ende des 13. Jahrhunderts in Folge kriegerischer Ereignisse wieder aufgegeben. Es ist nicht nachweisbar, dass das Dorf nach einem Lokator Pustěj benannt war oder der Name Pustějov erst nach der Verödung des Ortes entstand. Um 1300 erfolgte eine erneute Besiedlung nach deutschem Purkrecht. Das neue Hufendorf erhielt nach dem Lokator Peter den Namen Petrovice bzw. Petrowitz. Die erste urkundliche Erwähnung erfolgte am 28. Juli 1324, als der neue Lehnsherr Wok I. von Krawarn auf Fulnek und Wagstadt das Dorf an Heinrich Dominik Wibiger verkaufte. 1389 stiftete Beneš von Krawarn dem von ihm gegründeten Augustiner-Chorherrenstift Fulnek die Dörfer Tyrn und Eilowitz, die Salzbänke in Fulnek und weiteres Zubehör. Latzek von Krawarn auf Helfenstein und Johann von Krawarn erweiterten die Stiftung 1391 um die Dörfer Bielau und Altstadt. Ladislaw von Krawarn überließ dem Augustinerstift 1399 noch das Dorf Petrowitz. Die Herren von Krawarn hielten aber weiterhin die Lehnsherrschaft über die Stiftsdörfer. Während der Hussitenkriege sah sich das Stift zur Verpfändung eines Teils seiner Güter gezwungen. Im Jahre 1430 befahl Latzek von Krawarn zu bestimmten Zeiten den ausschließlichen Ausschank Fulneker Biers auf den zum schlesischen Gut Luck gehörigen Dörfern Tyrn, Eilowitz und Petrowitz; zugleich untersagte er dort die Ansiedlung von Handwerkern. Nachdem der Troppauer Herzog Wenzel II. bereits 1433 die Einlegung sämtlicher Güter des Fulneker Augustinerstifts in die Landtafel befohlen hatte, klagte das Stift in den Jahren 1437–1450 vor dem Landgericht erfolgreich gegen die Herren von Krawarn, die ihre Lehnsrechte durch den Erwerb aller Pfandbriefe über die Stiftsgüter weiter zu behaupten suchten.
Johann von Zierotin, der die Herrschaft Fulnek 1475 vom Troppauer Herzog Viktorin gekauft hatte, ließ sowohl seine Herrschaft als auch die Stiftsgüter anstatt in der Troppauer Landtafel in der mährischen Landtafel in Olmütz einlegen. Nachdem 1480 gleiches auch mit der Herrschaft Odra erfolgen sollte, brach zwischen den Troppauer und den mährischen Ständen ein Grenzstreit aus. Am 28. Oktober 1481 verglich sich Herzog Viktorin mit den Vertretern der mährischen Stände, Bischof Protasius und Landeshauptmann Ctibor von Cimburg darüber, dass die Oder die Grenze zwischen dem Herzogtum Troppau und dem Markgraftum Mähren bilden sollte und die Herrschaften Fulnek und Odra damit beim Herzogtum Troppau verbleiben sollten. Die vorgesehene endgültige Entscheidung erfolgte jedoch nicht. Zur Beilegung des weiter anhaltenden Streites wurde 1493 eine neue Grenzziehung zwischen Mähren und Schlesien vorgenommen, bei der die Herrschaft Fulnek endgültig dem Markgraftum Mähren zugeschlagen und die Stiftsdörfer Petrowitz, Altstadt, Bielowetz, Bielau, Eilowitz, Luck und Tyrn bei Schlesien verblieben.
Durch den schlesischen Gutsbesitz gehörten die Pröbste von Fulnek zum Prälatenstand des Herzogtums Troppau. Im Jahre 1485 verzichtete Johann von Zierotin gegen einen jährlichen Zins auf das Anfallsrecht in Petrowitz, Seitendorf, Klantendorf, Gerlsdorf und Stachenwald. Im 16. Jahrhundert gab es Versuche der protestantischen Grundherren von Fulnek zur Anfechtung der Besitzrechte des Stiftes; so nahm in den Jahren 1520–1521 Bernhard von Zierotin Petrowitz in Beschlag und hinderte die Bewohner am Frondienst, so dass der Probst Cyrill vor dem Brünner Landgericht klagte. 1623 wurde Petrowitz von Bielau nach Klantendorf umgepfarrt. Während des Dreißigjährigen Krieges erlitt das Dorf schwere Schäden durch polnische, dänische und schwedische Truppen. Die Wassermühle wurde 1661 errichtet. 1672 verlieh Papst Clemens X. den Fulneker Pröbsten – ausschließlich auf schlesischem Gebiet – das Recht zum Gebrauch der Inful und des Pedums, im Jahr darauf bestätigte der Olmützer Bischof Karl II. von Liechtenstein-Kastelkorn dieses Privileg. 1678 wurde die Filialkirche der hl. Maria Magdalena errichtet. Das älteste Ortssiegel stammt von 1706; es zeigt drei aufgestellte Garben, darunter fünf pickende Hühner. Im 18. Jahrhundert setzte eine Germanisierung des Dorfes ein. Der aus Petrowitz stammende Probst Casimir Johann Barwig ließ in der Mitte des 18. Jahrhunderts im Dorf ein Barockschlösschen errichten, das ihm als Sommersitz und zugleich als Herrschaftssitz der schlesischen Güter der Fulneker Augustiner-Chorherren diente. Bis zum Ende des 18. Jahrhunderts konnte das Augustinerstift seine Güter erfolgreich behaupten.
Im Zuge der Josephinischen Reformen wurde das Stift Fulnek 1784 unter dem 29. Probst Dominik Ambrosoni von Freiberg aufgehoben und seine Güter dem Religionsfonds übertragen. In Petrowitz wurde eine Lokalie eingerichtet, zugleich wurden im Schloss ein Schulraum und eine Lehrerwohnung geschaffen; zuvor fand der Schulunterricht in angemieteten Räumen statt. Zwischen 1786 und 1789 ließ die Staatsgüterverwaltung Jičín die Kolonien Hochkirchen und Wipplarsdorf anlegen. Der zum Staatsgut Petrowitz gehörige Meierhof Petrowitz wurde parzelliert und an 108 Chalupner verpachtet, die später den Grund auch käuflich erwarben. Die Kirche wurde im Jahre 1800 vergrößert. 1825 verkaufte die k. k. Staatsgüterveräußerungskommission die schlesischen Güter des ehemaligen Stiftes Fulnek als Gut Luk und Petrowitz an den Besitzer der Primogenitur-Pekuniar-Fideikommissherrschaft Fulnek mit Groß Glockersdorf, Klein Glockersdorf und Stettin, Karl Joseph Czeike von Badenfeld.
Im Jahre 1834 umfasste die Minderherrschaft Petrowitz die Dörfer Petrowitz, Altstadt, Bielau, Eylowitz, Tyrn und Luk sowie die Kolonien Hochkirchen und Wipplarsdorf. Die Bewohner waren robotfrei und überwiegend lachischsprachig. Das in der fruchtbaren Oderebene gelegene Dorf Petrowitz bzw. Pustiegowo bestand aus 152 gut gebauten und in zwei Gassen gereihten Häusern, in denen 1190 Personen lebten. Haupterwerbsquelle bildete der Ackerbau, außerdem wurde Obstbaumzucht, Viehzucht und Schweinehandel betrieben. Im Ort gab es eine Filialkirche und Lokalie, eine Schule, eine dreigängige Wassermühle und eine Windmühle. Pfarrort war Klantendorf. Amtsdorf der Minderherrschaft Petrowitz war Luk. Christian Freiherr von Stockmar, der 1842 die Herrschaften Fulnek und Petrowitz erworben hatte, legte beide Herrschaften zusammen und verlegte die Verwaltung von Luk nach Fulnek.
Nach der Aufhebung der Patrimonialherrschaften bildete Pustějov / Petrowitz ab 1849 eine Gemeinde im Gerichtsbezirk Wagstadt. 1868 wurde in Pustějov eine Pfarrei eingerichtet, als Pfarrhaus diente das Augustinerschloss. Ab 1869 gehörte Pustějov zum Bezirk Troppau. Zu dieser Zeit hatte das Dorf 1126 Einwohner und bestand aus 164 Häusern. In der Vogtei wurde 1873 ein Postamt eingerichtet, das Amt des Postmeisters übernahm der Vogt Heinrich Liebischer. Das erste eigene Schulhaus wurde 1874 in einem für 14.000 Gulden von der Gemeinde angekauften Gebäude eingeweiht und der zweiklassige Unterricht aufgenommen. In den Jahren 1889–1890 erfolgte der Bau einer neuen Kirche. 1896 wurde die Gemeinde dem neu gebildeten Bezirk Wagstadt zugeordnet. Im selben Jahr begann an der Schule der dreiklassige Unterricht, er wurde ausschließlich in tschechischer Sprache abgehalten; zuvor waren in der Gemeinde überwiegend Lehrer mit deutscher Unterrichtssprache angestellt. Die Freiwillige Feuerwehr wurde 1897 gegründet. Im Jahre 1900 lebten in Pustějov 1023 Personen; 1910 waren es 1093. Das neue Pfarrhaus entstand 1902. 1911 erfolgte der Umbau des Schlosses zum Gemeindehaus, außerdem wurde ein Wohnhaus für zwei Lehrer errichtet. 1916 wurde das Postamt in das Gemeindehaus verlegt. Beim Zensus von 1921 lebten in den 218 Häusern der Gemeinde 993 Menschen, darunter 958 Tschechen, 25 Deutsche und 2 Ausländer. 1929 wurde das Dorf elektrifiziert. Im gleichen Jahre zogen das Gemeindeamt und das Postamt in das ehemalige Lehrerwohnhaus. Im Jahre 1930 bestand Pustějov aus 227 Häusern und hatte 939 Einwohner; 1939 waren es 971. Nach dem Münchner Abkommen wurde die lachischsprachige Gemeinde 1938 dem Deutschen Reich zugesprochen und gehörte bis 1945 zum Landkreis Wagstadt. Während der deutschen Besetzung wurde in der Petrowitzer Schule in zwei tschechischen und einer deutschen Klasse unterrichtet, wobei die Unterrichtssprache hauptsächlich deutsch war. Zwischen dem 3. und 5. Mai 1945 geriet Petrowitz in die Kampfhandlungen der Mährisch-Ostrauer Operation, dabei wurden mehrere Gebäude zerstört oder beschädigt. Nach dem Ende des Zweiten Weltkrieges kam Pustějov zur Tschechoslowakei zurück, die  deutschsprachige Minderheit wurde 1946 vertrieben. Im Jahre 1950 hatte das Dorf 798 Einwohner. Im Rahmen der Aktion Z entstand 1950 ein Kindergarten, der im Januar 1951 eröffnete. 1958 erfolgte die Gründung der JZD Pustějov. Bei der Gebietsreform von 1960 wurde der Okres Bílovec aufgehoben und Pustějov in den Okres Nový Jičín eingegliedert. Da die Kapazität des Kindergartens dem tatsächlichen Bedarf nicht gewachsen war, wurde 1963 das ehemalige Pfarrhaus zum Kindergarten umgestaltet. Die JZD in Pustějov, Butovice und Studénka wurden 1975 zu einer JZD Odra mit Sitz in Pustějov vereinigt. Mit Beginn des Jahres 1976 wurde Pustějov nach Studénka eingemeindet. Die Vogtei wurde 1979 abgerissen. Seit dem 24. November 1990 besteht die Gemeinde Pustějov wieder. Die Grundschule einschließlich der Nebengebäude wurde in den Jahren 1995–1996 für 9 Millionen Kč rekonstruiert. 1998 wurde der Kindergarten aus dem Pfarrhaus in Räumlichkeiten der sanierten Schule verlegt und damit beide Einrichtungen in einem Gebäude untergebracht. Im Zuge der Oderflut überschwemmte der Husí potok am Abend des 7. Juli 1997 zunächst das Wehr unterhalb der Einmündung des Děrenský potok (Entebach) sowie die Felder an der Bahnstrecke Břeclav–Petrovice u Karviné; binnen kurzer Zeit wurden die Kläranlage und das Unterdorf von Pustějov, wo der Wasserstand eine Höhe von 1,2 m erreichte, überflutet. Nach dem schnellen Abfluss der Wassermassen erreichte am nächsten Abend eine zweite Flutwelle das Dorf. Seit 1999 führt die Gemeinde ein Wappen und Banner. Beim Zensus von 2001 lebten in den 266 Häusern von Pustějov 966 Personen.

## Sehenswürdigkeiten
- Neugotische Kirche der hl. Maria Magdalena, errichtet 1889–1890 anstelle eines Vorgängerbaus aus dem 17. Jahrhundert.
- Friedhof; als Kulturdenkmale geschützt sind die Empiregrabstätten von Ferdinand Graf Vetter von der Lilie († 1821) sowie das gusseiserne Kreuz für Philippine Gräfin de Damm († 1832), das zugleich das älteste erhaltene Gusskreuz im Bezirk ist. Die Friedhofskapelle stammt aus dem Jahre 1773.
- Pfarrhaus, nachdem ab 1868 die Pfarrei zunächst im Augustinerschlösschen untergebracht war, beschloss die Gemeinde 1889 neben der Kirche ein Pfarrhaus zu errichten und beauftragte den aus dem Ort stammenden Baumeister František Grossman mit der Planung und Ausführung. Errichtet wurde das Gebäude 1902, die Baukosten betrugen 11.000 Gulden. Zwischen 1963 und 1998 wurde es als Kindergarten genützt.
- Bildstock, an der Straße nach Butovice
- Kapelle, an der Straße nach Kujavy. Das vom Abriss bedrohte Bauwerk wurde 2001 saniert, nachdem die Gemeinde im Jahr zuvor beim Förderprogramm Vernachlässigte Denkmäler der Stiftung des Bürgerforums als Wettbewerbssieger hervorgegangen war und einen Zuschuss von 50.000 Kč erhalten hatte.
- Schloss Pustějov, der eingeschossige Barockbau wurde in der Mitte des 18. Jahrhunderts als Sommersitz des Fulneker Probstes Casimir Johann Barwig errichtet und diente zugleich als Herrschaftssitz der schlesischen Güter der Fulneker Augustiner-Chorherren. Die Gutsverwaltung wurde 1842 nach Fulnek verlegt. Zwischen 1868 und 1902 diente das Gebäude als Pfarrhaus, 1911 wurde es zum Gemeindehaus umgestaltet. Im 20. Jahrhundert wurden bei den Umbauten sämtliche historisch wertvollen Bauelemente entfernt, erhalten blieb nur das spätbarocke Portal.
- Gedenkstein für die Gefallenen des Ersten Weltkrieges, er wurde 1923 mit einer Rede des Schriftstellers František Sokol-Tůma feierlich enthüllt.
- Gedenkstein für die Opfer des Zweiten Weltkrieges
- Herrmann-Mühle (Herrmannův mlýn) am Husí potok, die 1661 errichtete Wassermühle ist das älteste Gebäude der Gemeinde, in einer Nische befindet sich eine Statuette Johannes des Täufers
- Naturreservat Bartošovický luh